# Luis Herrera (futebolista)
Luis Fernando Herrera (Medellin, 16 de junho de 1962) é um ex-futebolista profissional colombiano, que atuava como defensor,

## Carreira
Luis Fernando Herrera fez parte do elenco da Seleção Colombiana de Futebol na Copa do Mundo de 1990 e 1994.